# Housewarming
Housewarming is de zesde aflevering van het zevende seizoen van het tienerdrama Beverly Hills, 90210, die voor het eerst werd uitgezonden op 25 september 1996.

## Verhaal
Valerie en Kenny hebben nog steeds een geheime relatie. Valerie kan hier niet meer tegen en geeft Kenny een ultimatum, of het is uit of hij gaat bij zijn vrouw weg. Valerie biecht ook alles op tegen Brandon die haar waarschuwt dat hij haar gewoon gebruikt voor zijn lusten. Kenny vertelt haar dat hij gaat scheiden maar Valerie heeft zo haar twijfels en zegt hem dat zij zwanger is van hem, dit slaat bij hem in als een bom.
Mark en David geven een feest ter ere van het inwonen van David aan al hun vrienden. Donna staat niet echt te springen om te gaan maar Kelly en Clare halen haar over. Op het feest vloeit de drank rijkelijk en vooral David heeft het hier moeilijk mee en zit de meeste tijd op de wc. Donna steunt hem hierin om bij hem te blijven. Steve heeft veel aandacht van de vrouwen en dat irriteert Clare. Als een meisje Steve spontaan kust wordt dit gezien door Clare die hem vertelt dat het uit is tussen hen. Dick heeft wel interesse in Clare en dat laat Clare niet koud, Steve irriteert dit mateloos maar aangezien Clare het uitgemaakt heeft luistert ze niet meer naar Steve. Er is een grote bosbrand uitgebroken vlak bij het huis en de brandweer adviseert iedereen om weg te gaan nu het nog kan. De meeste vrienden besluiten om te blijven en gaan Mark helpen met het nat houden van het huis. Kelly heeft het moeilijk met de brand en krijgt flashbacks van de brand waar zij gewond raakte (zie Up in Flames). Mark probeert haar te kalmeren en het blijkt dat hij een oogje op haar heeft. Bij het nat houden missen ze ineens Donna die nergens meer te vinden is, later zien ze haar op tv waar ze zien dat ze probeerde een hert te redden van de vlammen en zelf gewond raakte en gered werd door de brandweer. Later komt de brandweer vertellen dat het gevaar geweken is omdat de wind gedraaid is en het huis is gered.

## Rolverdeling
- Jason Priestley - Brandon Walsh
- Jennie Garth - Kelly Taylor
- Ian Ziering - Steve Sanders
- Brian Austin Green - David Silver
- Tori Spelling - Donna Martin
- Tiffani Thiessen - Valerie Malone
- Joe E. Tata - Nat Bussichio
- Kathleen Robertson - Clare Arnold
- Dalton James - Mark Reese
- Jill Novick - Tracy Gaylian
- Ryan Thomas Brown - Morton Muntz
- Joseph Gian - Kenny Bannerman
- Greg Vaughan - Cliff Yeager
- Dan Gauthier - Dick Harrison